# Manhattan Valley

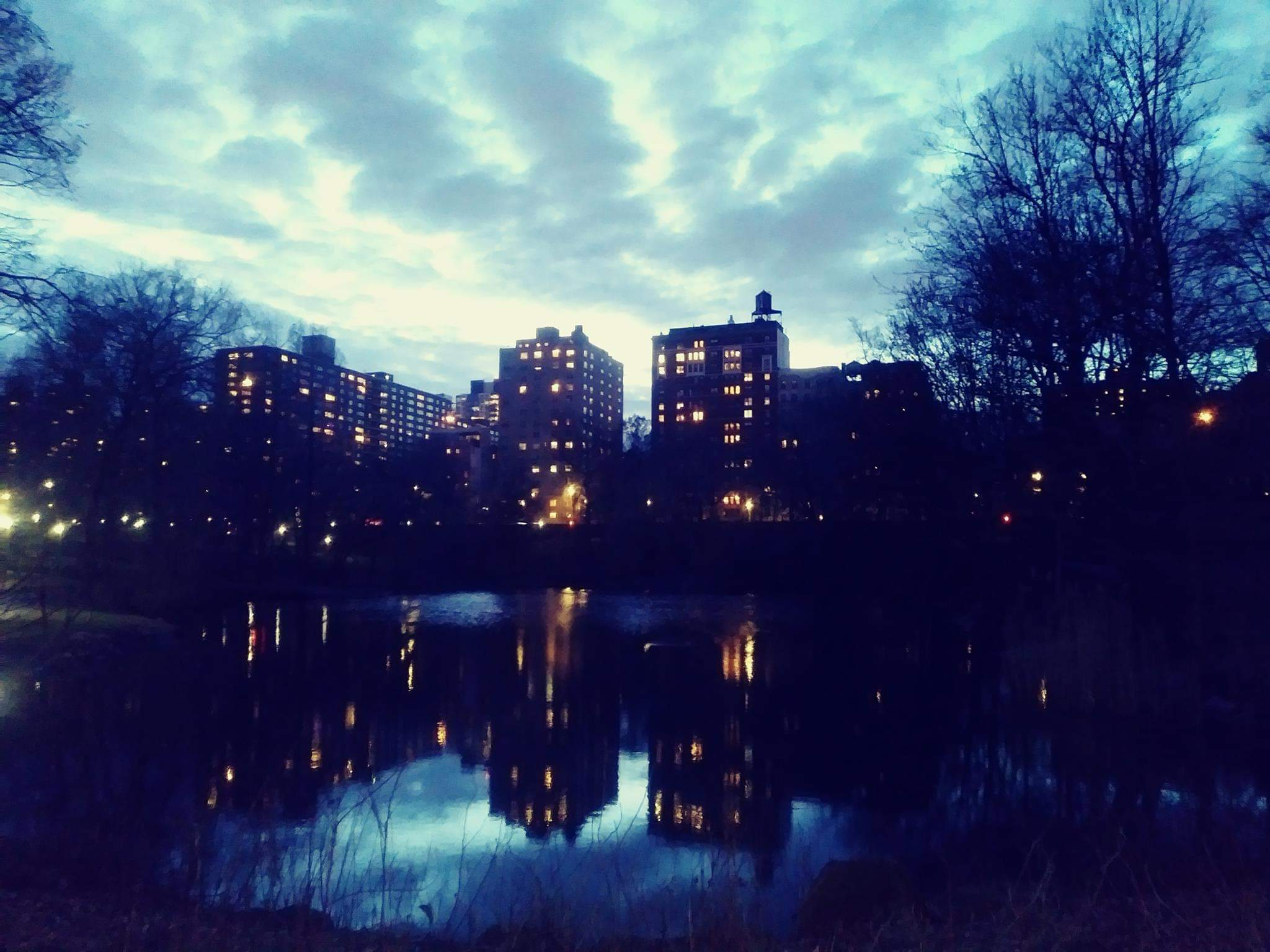
Manhattan Valley: edifícios de Central Park West entre ruas 100 e 102, vista de Central Park ao leste do bairro

Manhattan Valley é um bairro localizado em Upper West Side, Manhattan, na cidade de Nova Iorque, e é limitado pela rua West 110th Street ao norte, Central Park West ao leste, pela rua West 96th Street  ao sul, e pela Broadway ao oeste.  Anteriormente era conhecido como Distrito Bloomingdale, nome que ainda é usado no nome da biblioteca pública local.